# Corydalis stenantha
Corydalis stenantha är en vallmoväxtart som beskrevs av Adrien René Franchet. Corydalis stenantha ingår i släktet nunneörter, och familjen vallmoväxter. Inga underarter finns listade i Catalogue of Life.